# Tiberi Sabater i Carné
Tiberi Sabater i Carné   (Vilanova i la Geltrú, 1852 - Barcelona, 1929) va ser un mestre d'obres català.

## Biografia
Es va titular el 1872. La seva obra, dintre de l'historicisme arquitectònic, es va emmarcar en un eclecticisme classicista inspirat en el Renaixement llombard.
Una de les seves primeres obres va ser la Casa Olano al passeig de Gràcia (1880-1885), també anomenada «del Pirata», d'estil classicista, amb una escultura a la façana de Juan Sebastián Elcano, obra de Francesc Font.
Entre 1881 i 1883 va construir el Casino Mercantil o Borsí, al carrer d'Avinyó, seu des del 1939 de l'Escola de la Llotja. És un edifici eclèctic de tall clàssic que combina elements renaixentistes amb els ordres clàssics grecoromans. A la façana es troben dues escultures en al·legoria del Comerç i la Indústria, obra de Rossend Nobas i Joan Roig i Solé, respectivament.
El 1887 va projectar el Palau Marcet al passeig de Gràcia cantonada amb la Gran Via de les Corts Catalanes; el 1934 va ser reconvertit en el Teatre Comèdia(cinema des del 1960). Va concebre aquest edifici d'acord al seu habitual estil eclèctic, amb una barreja d'elements neoplaterescs i neoclàssics i cert aire afrancesat. En la decoració interior van participar Joan Batllebò, Francesc Roig i Eduard Llorenç.
Va guanyar una medalla d'or a l'Exposició Universal de Barcelona de 1888 per alguns dels seus projectes de cases de lloguer.
El 1892 va projectar el panteó Carreras de Campa al Cementiri del Poblenou, amb una escultura d'un àngel obra de Rafael Atché.